# Eutymiusz (Stylios)
Eutymiusz, nazwisko świeckie Stylios (ur. 1929 w Agrinionie, zm. 24 grudnia 2019) – duchowny Greckiego Kościoła Prawosławnego, od 1968 biskup pomocniczy arcybiskupstwa Aten.

## Życiorys
Na diakona wyświęcony został w 1962, a święcenia kapłańskie przyjął w 1963. Chirotonię biskupią otrzymał w 1968 jako biskup pomocniczy arcybiskupstwa Aten ze stolicą tytularną Acheloos. 8 maja 2000 został wyniesiony do godności metropolity.